# Gerald Scarfe
Gerald Anthony Scarfe (né le 1er juin 1936 à St. John's Wood, Londres) est un dessinateur et caricaturiste britannique. Il est connu pour avoir travaillé avec Pink Floyd sur leur concept album/concert/film The Wall, dont il a fait les dessins ayant servi de base aux animations, et en tant que caricaturiste pour le Sunday Times et en tant qu'illustrateur pour le New Yorker.

## Biographie
Il s'est marié en 1981 avec l'actrice Jane Asher, ancienne compagne de Paul McCartney.
Gerald Scarfe a fait paraître de nombreux livres dans lesquels il commente ses œuvres. Il est resté très proche de Roger Waters, qui a préfacé son livre The Making Of Pink Floyd The Wall, lequel est paru au moment où l'ex-bassiste des Pink Floyd s'apprêtait à entamer une nouvelle tournée reprenant son opéra-rock.

## Carrière

### Caricature de Netanyahou
Dans son édition du 27 janvier 2013, le Sunday Times britannique publie une caricature de Scarfe représentant le Premier ministre israélien Benyamin Netanyahou construisant un mur avec le sang et le corps des Palestiniens, légendée « Israeli elections—will cementing peace continue? » (« Élections israéliennes — va-t-on continuer à cimenter la paix ? ») ; des organisations juives ont critiqué le contenu de cette caricature et le moment choisi pour sa publication (le jour choisi étant la Journée commémorative de l'Holocauste) et ont porté des accusations d'antisémitisme contre Scarfe. Avec son mur de briques blanches et ses visages hurlants, cette caricature était très évocatrice de l'iconographie que Gerald Scarfe avait développée pour The Wall.

## Œuvres
- Gerald Scarfe, Thames & Hudson Ltd, 1982, 168 pages.
- Scarfe By Scarfe. An Autobiography In Pictures, Hamish Hamilton Ltd, 1986, 192 pages.
- Drawing Blood. Forty-Five Years Of Scarfe Uncensored, Brown, 2005, 352 pages.
- The Making Of Pink Floyd The Wall, Da Capo Press, 2010, 256 pages, préface de Roger Waters.